# 1961년 일본 시리즈
1961년 일본 시리즈(일본어: 1961年の日本シリーズ)는 1961년 10월 22일부터 11월 1일까지 열린 일본 프로 야구의 일본 시리즈 경기이다. 센트럴 리그 우승 팀인 요미우리 자이언츠가 총 6차례의 접전을 펼친 끝에 퍼시픽 리그 우승팀 난카이 호크스를 누르고 4승 2패의 성적을 기록, 1955년 이후 6년 만에 5번째 우승을 차지했다.

## 감독
| 소속 리그   | 소속              | 감독              |
| ----------- | ----------------- | ----------------- |
| 센트럴 리그 | 요미우리 자이언츠 | 가와카미 데쓰하루 |
| 퍼시픽 리그 | 난카이 호크스     | 쓰루오카 가즈토   |

## 경기 일정
- 1차전 : 10월 22일
- 2차전 : 10월 24일
- 3차전 : 10월 26일
- 4차전 : 10월 29일
- 5차전 : 10월 30일
- 6차전 : 11월 1일

## 경기 기록
| 일시                                    | 경기   | 원정팀(선공)      | 스코어    | 홈팀(후공)        | 개최 구장     | 개시 시각 | 경기 시간  | 관중수   |
| --------------------------------------- | ------ | ----------------- | --------- | ----------------- | ------------- | --------- | ---------- | -------- |
| 10월 21일(토)                           | 1차전  | 우천 취소         | 우천 취소 | 우천 취소         | 오사카 구장   | -         | -          | -        |
| 10월 22일(일)                           | 1차전  | 요미우리 자이언츠 | 0 - 6     | 난카이 호크스     | 오사카 구장   | 13시 00분 | 2시간 19분 | 30,720명 |
| 10월 23일(월)                           | 2차전  | 우천 취소         | 우천 취소 | 우천 취소         | 오사카 구장   | -         | -          | -        |
| 10월 24일(화)                           | 2차전  | 요미우리 자이언츠 | 6 - 4     | 난카이 호크스     | 오사카 구장   | 12시 59분 | 2시간 41분 | 26,845명 |
| 10월 25일(수)                           | 이동일 | 이동일            | 이동일    | 이동일            | 이동일        | 이동일    | 이동일     | 이동일   |
| 10월 26일(목)                           | 3차전  | 난카이 호크스     | 4 - 5     | 요미우리 자이언츠 | 고라쿠엔 구장 | 13시 01분 | 2시간 23분 | 30,878명 |
| 10월 27일(금)                           | 4차전  | 우천 취소         | 우천 취소 | 우천 취소         | 고라쿠엔 구장 | -         | -          | -        |
| 10월 28일(토)                           | 4차전  | 우천 취소         | 우천 취소 | 우천 취소         | 고라쿠엔 구장 | -         | -          | -        |
| 10월 29일(일)                           | 4차전  | 난카이 호크스     | 3 - 4     | 요미우리 자이언츠 | 고라쿠엔 구장 | 13시 00분 | 2시간 18분 | 33,186명 |
| 10월 30일(월)                           | 5차전  | 난카이 호크스     | 6 - 3     | 요미우리 자이언츠 | 고라쿠엔 구장 | 13시 00분 | 2시간 28분 | 30,135명 |
| 10월 31일(화)                           | 이동일 | 이동일            | 이동일    | 이동일            | 이동일        | 이동일    | 이동일     | 이동일   |
| 11월 1일(수)                            | 6차전  | 요미우리 자이언츠 | 3 - 2     | 난카이 호크스     | 오사카 구장   | 13시 07분 | 2시간 45분 | 21,565명 |
| 우승: 요미우리 자이언츠(6년 만에 5번째) |        |                   |           |                   |               |           |            |          |

## 일본 시리즈 경기 결과

### 1차전
- 10월 22일 - 오사카 구장

| 팀 | 1 | 2 | 3 | 4 | 5 | 6 | 7 | 8 | 9 | R | H  | E |
| 요미우리 | 0 | 0 | 0 | 0 | 0 | 0 | 0 | 0 | 0 | 0 | 3  | 1 |
| 난카이 | 0 | 2 | 0 | 1 | 1 | 1 | 1 | 0 | X | 6 | 10 | 0 |
| 승리 투수: 조 스탠카(1-0) 패전 투수: 나카무라 미노루(0-1) 홈런: 난카이 – 노무라 가쓰야(2회 1점), 아나부키 요시오(4회 1점), 데라타 요스케(7회 1점) |   |   |   |   |   |   |   |   |   |   |    |   |

### 2차전
- 10월 24일 - 오사카 구장

| 팀 | 1 | 2 | 3 | 4 | 5 | 6 | 7 | 8 | 9 | R | H  | E |
| 요미우리                                                                                                | 0 | 0 | 1 | 2 | 0 | 1 | 0 | 2 | 0 | 6 | 14 | 1 |
| 난카이                                                                                                  | 0 | 0 | 0 | 0 | 0 | 0 | 0 | 3 | 1 | 4 | 7  | 3 |
| 승리 투수: 호리모토 리쓰오(1-0) 패전 투수: 미나가와 무쓰오(0-1) 홈런: 난카이 – 아나부키 요시오(8회 1점) |   |   |   |   |   |   |   |   |   |   |    |   |

### 3차전
- 10월 26일 - 고라쿠엔 구장

| 팀                                                                                                | 1 | 2 | 3 | 4 | 5 | 6 | 7 | 8 | 9 | R | H | E |
| 난카이                                                                                            | 0 | 0 | 4 | 0 | 0 | 0 | 0 | 0 | 0 | 4 | 5 | 3 |
| 요미우리                                                                                          | 0 | 1 | 0 | 1 | 0 | 0 | 3 | 0 | X | 5 | 8 | 1 |
| 승리 투수: 이토 요시아키(1-0) 패전 투수: 조 스탠카(1-1) 홈런: 요미우리 – 미야모토 도시오(4회 1점) |   |   |   |   |   |   |   |   |   |   |   |   |

### 4차전
- 10월 29일 - 고라쿠엔 구장

| 팀 | 1 | 2 | 3 | 4 | 5 | 6 | 7 | 8 | 9  | R | H | E |
| 난카이 | 0 | 1 | 0 | 0 | 0 | 0 | 0 | 0 | 2  | 3 | 3 | 1 |
| 요미우리 | 0 | 0 | 2 | 0 | 0 | 0 | 0 | 0 | 2X | 4 | 8 | 0 |
| 승리 투수: 호리모토 리쓰오(2-0) 패전 투수: 모리나카 지카라(0-1) 홈런: 난카이 – 스기야마 고헤이(2회 1점), 히로세 요시노리(9회 2점) |   |   |   |   |   |   |   |   |    |   |   |   |

### 5차전
- 10월 30일 - 고라쿠엔 구장

| 팀 | 1 | 2 | 3 | 4 | 5 | 6 | 7 | 8 | 9 | R | H | E |
| 난카이 | 2 | 1 | 0 | 0 | 2 | 0 | 0 | 0 | 1 | 6 | 9 | 1 |
| 요미우리 | 1 | 0 | 0 | 0 | 0 | 1 | 0 | 1 | 0 | 3 | 7 | 2 |
| 승리 투수: 조 스탠카(2-1) 패전 투수: 후지타 모토시(0-1) 홈런: 난카이 – 데라타 요스케(2회 1점), 노무라 가쓰야(5회 2점) 요미우리 – 나가시마 시게오(6회 1점) |   |   |   |   |   |   |   |   |   |   |   |   |

### 6차전
- 11월 1일 - 오사카 구장(연장 10회)

| 팀 | 1 | 2 | 3 | 4 | 5 | 6 | 7 | 8 | 9 | 10 | R | H | E |
| 요미우리 | 0 | 2 | 0 | 0 | 0 | 0 | 0 | 0 | 0 | 1  | 3 | 8 | 0 |
| 난카이 | 0 | 1 | 0 | 0 | 0 | 0 | 0 | 1 | 0 | 0  | 2 | 7 | 0 |
| 승리 투수: 나카무라 미노루(1-1) 패전 투수: 조 스탠카(2-2) 홈런: 요미우리 – 오 사다하루(2회 2점) 난카이 – 노무라 가쓰야(2회 1점), 데라타 요스케(8회 1점) |   |   |   |   |   |   |   |   |   |    |   |   |   |

## 수상 선수
- MVP·수위 타자상 : 미야모토 도시오(요미우리)
- 감투상 : 조 스탠카(난카이)
- 기능상 : 나카무라 미노루(요미우리)
- 우수 선수상 : 시오바라 아키라(요미우리)
- 최우수 투수상 : 호리모토 리쓰오(요미우리)

## 같이 보기
- 1961년 월드 시리즈